# العلاقات البوسنية الليبية
العلاقات البوسنية الليبية هي العلاقات الثنائية التي تجمع بين البوسنة والهرسك وليبيا.

## مقارنة بين البلدين
هذه مقارنة عامة ومرجعية للدولتين:
| وجه المقارنة                                              | البوسنة والهرسك                                             | ليبيا                                       |
| --------------------------------------------------------- | ----------------------------------------------------------- | ------------------------------------------- |
| المساحة (كم2)                                             | 51.20 ألف                                                   | 1.76 مليون                                  |
| عدد السكان (نسمة)                                         | 3.51 مليون                                                  | 6.37 مليون                                  |
| الكثافة السكانية (ن./كم²)                                 | 68.55                                                       | 3.62                                        |
| العاصمة                                                   | سراييفو                                                     | طرابلس                                      |
| اللغة الرسمية                                             | اللغة البوسنوية، اللغة الكرواتية، اللغة الصربية             | اللغة العربية، اللغة العربية الفصحى الحديثة |
| العملة                                                    | مارك بوسني                                                  | دينار ليبي                                  |
| الناتج المحلي الإجمالي (بليون دولار)                      | 18.17 مليار                                                 | 50.98 مليار                                 |
| الناتج المحلي الإجمالي (تعادل القوة الشرائية) بليون دولار | 41.35 مليار                                                 | 69.32 مليار                                 |
| الناتج المحلي الإجمالي الاسمي للفرد دولار أمريكي          | 4.25 ألف                                                    |                                             |
| الناتج المحلي الإجمالي للفرد دولار أمريكي                 | 10.43 ألف                                                   | 15.60 ألف                                   |
| مؤشر التنمية البشرية                                      | 0.733                                                       | 0.724                                       |
| رمز المكالمات الدولي                                      | +387                                                        | +218                                        |
| رمز الإنترنت                                              | .ba                                                         | .ly                                         |
| المنطقة الزمنية                                           | توقيت وسط أوروبا، ت ع م+01:00، ت ع م+02:00، أوروبا/سراييفو ‏ | ت ع م+02:00، توقيت شرق أوروبا               |

## مدن متوأمة
في ما يلي قائمة باتفاقيات التوأمة بين مدن بوسنية وليبية:
- ترتبط سراييفو مع طرابلس باتفاقية توأمة منذ 1972.

## منظمات دولية مشتركة
يشترك البلدان في عضوية مجموعة من المنظمات الدولية، منها:
| علم المنظمة | اسم المنظمة                        | تاريخ انضمام البوسنة والهرسك | تاريخ انضمام ليبيا |
| ----------- | ---------------------------------- | ---------------------------- | ------------------ |
|             | مؤسسة التنمية الدولية              | 25 فبراير 1993               | 1 أغسطس 1961       |
|             | يونسكو                             | 2 يونيو 1993                 | 27 يونيو 1953      |
|             | وكالة ضمان الاستثمار متعدد الأطراف | 19 مارس 1993                 | 5 أبريل 1993       |
|             | الأمم المتحدة                      | 22 مايو 1992                 | 14 ديسمبر 1955     |
|             | الاتحاد البريدي العالمي            | ?                            | ?                  |
|             | البنك الدولي للإنشاء والتعمير      | 25 فبراير 1993               | 17 سبتمبر 1958     |
|             | الاتحاد الدولي للاتصالات           | 20 أكتوبر 1992               | 3 فبراير 1953      |
|             | منظمة حظر الأسلحة الكيميائية       | ?                            | ?                  |
|             | مؤسسة التمويل الدولية              | 25 فبراير 1993               | 18 سبتمبر 1958     |
|             | منظمة الشرطة الجنائية الدولية      | ?                            | ?                  |

## أعلام
هذه قائمة لبعض الشخصيات التي تربطها علاقات بالبلدين:
- الساعدي القذافي (ابن الثالث للقائد الليبي السابق معمر القذافي، 25 مايو 1973 – )
- خميس القذافي (ضابط ليبي، 27 مايو 1983 – 29 أغسطس 2011)
- سيف الإسلام القذافي (25 يونيو 1972 – )
- سيف العرب القذافي (سياسي ليبي، 21 يوليو 1982 – 30 أبريل 2011)
- صفية فركاش (ممرضة ليبية، 1952 – )
- عائشة القذافي (25 ديسمبر 1976 – )
- هانيبال القذافي (الأبن الرابع للرئيس الليبي معمر القذافي، 20 سبتمبر 1975 – )

## وصلات خارجية
- موقع وزارة الخارجية البوسنية
- موقع وزارة الخارجية الليبية